# Potamorrhaphis eigenmanni
Potamorrhaphis eigenmanni is een straalvinnige vissensoort uit de familie van de gepen (Belonidae). De wetenschappelijke naam van de soort is voor het eerst geldig gepubliceerd in 1915 door Miranda Ribeiro.